# WAVE RUNNER
『WAVE RUNNER』（ウェイブ・ランナー）は、2015年2月18日に発売されたCAPSULEの15枚目（ベストアルバムも含めると18枚目）のアルバムである。なお、この項目では2015年9月2日に発売された『WAVE RUNNER(DELUXE EDITION)』についても記述する。

## 背景
unBORDE移籍後、CAPSULEとしての2枚目の作品であり、前作『CAPS LOCK』以来およそ1年4か月振りのリリースである今作品は、これまで発表された中田ヤスタカの作品として初めて本格的なEDMを主体とした編曲が行われ、実験音楽的なアプローチであった前作とは全く異なる作風となった。これについて中田は、「前回は文化部でしたけど、今回は運動部になりましたみたいな」と語っている。
また、本アルバムは『音浪領航者』と改題され台湾でも発売された。

## プロモーション
2014年8月9日に公式サイト上で「2014年内発売予定」として制作が発表され、同年11月28日にタイトル、ジャケット写真、収録曲、リリース日等が明らかになった。また同じタイミングで、YouTubeにおいてジャケット写真のメイキング映像が公開された。この動画のBGMにはトラック9に収録の「White As Snow」の冒頭部分が使用されている。翌日、公式サイトの大幅なリニューアルが行われた。
同年12月27日に収録曲をノンストップREMIXし、映像には2014年10月31日に新木場ageHaにて行われたハロウィンイベントの様子をフィーチャーした「"WAVE RUNNER" MEGA-MIX MOVIE"」がYoutubeにて公開、続く12月29日、トラック7「Feel Again」と初回限定盤トラック3に収録予定のextended mixが先行配信を開始、さらに2015年1月28日、自身初のワンマンライブをはじめとする各種関連イベントの開催を発表、ツアー特設サイトも公開された。また、同日18時より24時間限定でトラック2「Another World」、先述の「Feel Again」、「White As Snow」がYoutube上でフル公開、そして先行配信第二弾としてトラック2「Another World」とそのextended mix(初回限定盤トラック1)の配信が開始された。
その後、発売前週である2月12日よりニコニコ生放送で特番が組まれ、発売日でもある最終日には「ナカタブネ」と称してCAPSULE自身のほか親交のあるアーティストやモデル、DJと共に屋形船から中継する番組が放送された。
また、本アルバムのプロモーション映像の制作で使用されたアイテムをタワーレコード数店舗にて展示する企画も行われた。

## ミュージックビデオ

### Another World
2015年2月10日に自身のYouTubeチャンネルで公開された。監督に関和亮、テクニカル・ディレクターにRhyzomatiksの真鍋大度を迎え、茨城県内の廃墟にて撮影が行われた。「2020年に開催される架空のドローン・レース」がテーマとなっており、モデル・ゆらがサーキットレディー役で出演している。

## 販売形態
前作同様、初回限定盤（品番：WPCL-12019/20）と通常盤（品番：WPCL-12026）の2形態でリリースされた。初回限定盤は、本作収録曲4曲のextended mixがdisc2に収録され、2枚組の豪華デジパック仕様となっている。

## タイアップ
- 映画『APPLESEED ALPHA』テーマ曲(#6) - 本作には「vocal dub mix」が収録される[15]。
- キャナルシティ博多 Xmasソング(#7)

## 収録曲
全作詞・作編曲：中田ヤスタカ
| #         | タイトル                  | 作詞  | 作曲・編曲 | 時間 |
| --------- | ------------------------- | ----- | ---------- | ---- |
| 1.        | 「Wave Runner」           |       |            | 1:16 |
| 2.        | 「Another World」         |       |            | 4:25 |
| 3.        | 「Dreamin’ Boy」          |       |            | 5:20 |
| 4.        | 「Hero」                  |       |            | 4:12 |
| 5.        | 「Dancing Planet」        |       |            | 4:52 |
| 6.        | 「Depth (vocal dub mix)」 |       |            | 4:03 |
| 7.        | 「Feel Again」            |       |            | 3:50 |
| 8.        | 「Unrequited Love」       |       |            | 4:37 |
| 9.        | 「White As Snow」         |       |            | 4:11 |
| 10.       | 「Beyond The Sky」        |       |            | 3:41 |
| 合計時間: | 合計時間:                 | 40:33 |            |      |

| #         | タイトル                         | 作詞  | 作曲・編曲 | 時間 |
| --------- | -------------------------------- | ----- | ---------- | ---- |
| 1.        | 「Another World (extended mix)」 |       |            | 5:44 |
| 2.        | 「Hero (extended mix)」          |       |            | 5:52 |
| 3.        | 「Feel Again (extended mix)」    |       |            | 5:25 |
| 4.        | 「White As Snow (extended mix)」 |       |            | 5:10 |
| 合計時間: | 合計時間:                        | 22:13 |            |      |

## 『CAPSULE "WAVE RUNNER" RELEASE TOUR』
当アルバムに関連したイベントとして以下4種類の公演が企画された。

### 『CAPSULE - "WAVE RUNNER" RELEASE LIVE -』
『CAPSULE - "WAVE RUNNER" RELEASE LIVE -』は、2015年に開催されたCAPSULEによる史上初のワンマンライブ。

#### 日程
| 公演日        | 都道府県 | 会場                     |
| ------------- | -------- | ------------------------ |
| 2015年4月5日  | 大阪府   | なんばHatch              |
| 2015年5月15日 | 福岡県   | DRUM LOGOS               |
| 2015年5月22日 | 愛知県   | 名古屋ダイアモンドホール |
| 2015年5月29日 | 東京都   | 赤坂BLITZ                |
| 2015年6月5日  | 東京都   | 赤坂BLITZ                |

なお、2015年6月5日の公演についてはゲストとしてVERBAL(m-flo/PKCZ®)が参加し、後述の『WAVE RUNNER(DELUXE EDITION)』に映像が一部収録された。

また、赤坂BLITZでの2公演以外において、終了後に「AFTER PARTY」と称したクラブイベントが開催された。

### 『CAPSULE - "WAVE RUNNER" RELEASE PARTY -』

#### 日程
| 公演日        | 都道府県 | 会場              |
| ------------- | -------- | ----------------- |
| 2015年3月21日 | 岡山県   | YEBISU YA PRO     |
| 2015年3月14日 | 石川県   | AFTERHOURS+DOUBLE |
| 2015年4月28日 | 北海道   | alife Sapporo     |

### 『FLASH!!! - 中田ヤスタカ（CAPSULE） - "WAVE RUNNER" RELEASE PARTY -』

#### 日程
| 公演日        | 都道府県 | 会場          |
| ------------- | -------- | ------------- |
| 2015年4月10日 | 岡山県   | YEBISU YA PRO |
| 2015年4月11日 | 静岡県   | Planet Cafe   |
| 2015年4月18日 | 茨城県   | VOICE         |
| 2015年4月24日 | 愛媛県   | BIBROS        |
| 2015年5月1日  | 京都府   | WORLD KYOTO   |

## WAVE RUNNER(DELUXE EDITION)
WAVE RUNNER(DELUXE EDITION)（ウェイブ・ランナー・デラックス・エディション）は、2015年9月2日に発売されたCAPSULEの完全生産限定版リパッケージアルバムで、CD（品番：WPZL-31083）とDVD（品番：WPZL-31084）の二枚組である。

### 収録内容

#### CD
『WAVE RUNNER』収録曲に加え、「Dreamin' Boy」と「Dancing Planet」のリミックスが収録されており、「Dancing Planet」のリミックスには、VERBAL(m-flo)がラップパートで参加している。なお、新録のリミックスについては、2曲ともiTunes Storeなどでは配信されていない。
| #         | タイトル                                | 作詞  | 作曲・編曲 | 時間 |
| --------- | --------------------------------------- | ----- | ---------- | ---- |
| 1.        | 「Wave Runner」                         |       |            | 1:16 |
| 2.        | 「Another World」                       |       |            | 4:25 |
| 3.        | 「Dreamin’ Boy」                        |       |            | 5:20 |
| 4.        | 「Hero」                                |       |            | 4:12 |
| 5.        | 「Dancing Planet」                      |       |            | 4:52 |
| 6.        | 「Depth (vocal dub mix)」               |       |            | 4:03 |
| 7.        | 「Feel Again」                          |       |            | 3:50 |
| 8.        | 「Unrequited Love」                     |       |            | 4:37 |
| 9.        | 「White As Snow」                       |       |            | 4:11 |
| 10.       | 「Beyond The Sky」                      |       |            | 3:41 |
| 11.       | 「Dreamin’ Boy (remix)」                |       |            | 3:37 |
| 12.       | 「Dancing Planet (remix feat. VERBAL)」 |       |            | 4:24 |
| 合計時間: | 合計時間:                               | 48:34 |            |      |

#### DVD
前述の『CAPSULE - "WAVE RUNNER" RELEASE LIVE -』の2015年6月5日の赤坂BLITZでの公演の一部が収録されている。一曲目の「Wave Runner」は新バージョンで未発売。2021年9月9日に新曲「フューチャー・ウェイヴ」の発売を記念して行われたblock.fmとのコラボ生配信『RADIO CAPSULE on block.fm』では、中田ヤスタカによるCAPSULEの楽曲のノンストップメドレーがオンエアされたが、そのメドレーで使われた「Wave Runner」の音源は、『CAPSULE - "WAVE RUNNER" RELEASE LIVE -』で使われたバージョンである。
| #         | タイトル                                                                                                 | 作詞  | 作曲・編曲 | 時間 |
| --------- | --- | ----- | ---------- | ---- |
| 1.        | 「Wave Runner (live)」(未発売の新バージョン)                                                             |       |            | 0:47 |
| 2.        | 「Another World (live)」(extended mix)                                                                   |       |            | 4:21 |
| 3.        | 「more more more (live)」(一部新アレンジ) (4曲目との間に「WORLD OF FANTASY (Extended-Mix)」の一部が収録) |       |            | 5:18 |
| 4.        | 「Dreamin' Boy (live)」(一部新アレンジ)                                                                  |       |            | 4:29 |
| 5.        | 「White As Snow (live)」                                                                                 |       |            | 4:00 |
| 6.        | 「Hero (live)」(extended mix) (一部新アレンジ)                                                           |       |            | 4:20 |
| 7.        | 「Feel Again (live)」                                                                                    |       |            | 4:25 |
| 合計時間: | 合計時間:                                                                                                | 27:40 |            |      |